# Eikenpurpermot
De Eikenpurpermot (Dyseriocrania subpurpurella) is een dagactieve nachtvlinder uit de familie Eriocraniidae. De spanwijdte van de vlinder bedraagt tussen de 9 en 14 millimeter. De vleugels zijn metallisch goud van kleur met saffierblauwe en robijnrode stippen.
De vliegtijd, van deze in Nederland algemene vlinder, is april en mei. De rups mineert het blad van de eik.

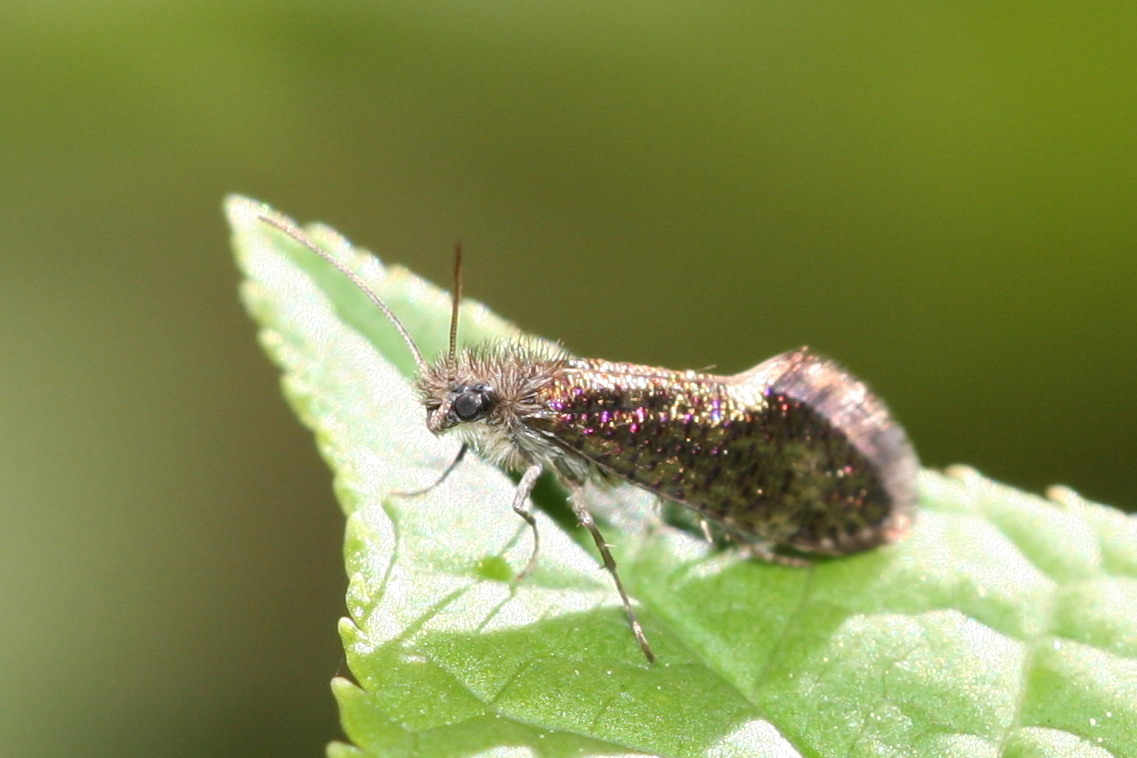